# 155 Scylla
155 Scylla је астероид главног астероидног појаса. Приближан пречник астероида је 39,9 km,
а средња удаљеност астероида од Сунца износи 2,757 астрономских јединица (АЈ).
Инклинација (нагиб) орбите у односу на раван еклиптике је 11,390 степени, а орбитални период износи 1672,106 дана (4,577 године). Ексцентрицитет орбите астероида износи 0,277.
Апсолутна магнитуда астероида износи 11,39 а геометријски албедо 0,030.
Астероид је откривен 8. новембра 1875. године.